# Francisco Cabello Luque
Francisco Cabelo Luque (La Zubia, Granada, 20 de maio de 1969), também conhecido como Francis Cabelo, é um ex-ciclista espanhol, profissional entre 1990 e 2006, cujo maior sucesso desportivo o obteve em 1994 quando conseguiu uma vitória de etapa no Tour de France.

## Palmarés
| 1992 - Memorial Manuel Galera 1994 - 1 etapa do Tour de France 1995 - 1 etapa da Volta a Andaluzia 1996 - Troféu Soller da Challenge de Mallorca - 1 etapa da Volta à Rioja 1999 - Troféu Soller da Challenge de Mallorca | 2000 - Troféu Antrax da Challenge de Mallorca - 1 etapa da Volta a Múrcia 2001 - 1 etapa da Volta a Múrcia 2005 - Volta a Andaluzia 2006 - Prêmio de Armilla |

## Resultados em Grandes Voltas e Campeonato do Mundo
| Corrida                        | 1990 | 1991 | 1992 | 1993 | 1994 | 1995 | 1996 | 1997 | 1998 | 1999 | 2000 | 2001 | 2002 | 2003 | 2004 |
| ------------------------------ | ---- | ---- | ---- | ---- | ---- | ---- | ---- | ---- | ---- | ---- | ---- | ---- | ---- | ---- | ---- |
| Giro de Itália                 | -    | -    | -    | 111º | -    | -    | -    | 81º  | -    | 68º  | -    | -    | -    | -    | -    |
| Tour de France                 | -    | -    | -    | -    | 87º  | Ret  | 102º | 108º | Ret  | -    | -    | -    | 111º | -    | -    |
| Volta a Espanha                | 118º | 95º  | -    | -    | 68º  | 64º  | 94º  | -    | 80º  | 81º  | 83º  | 75º  | -    | 113º | 102  |
| Campeonato do Mundo em estrada | 35º  | -    | -    | -    | -    | -    | -    | -    | -    | -    | -    | -    | -    | -    | -    |

notas 

## Equipas
- Kelme-Ibexpress (1990-1997)
- Kelme-Costa Branca (1997-2003)
- Comunidade Valenciana (2004-2005)
- Andaluzia-Paul Versam (2006)